# Sovjetrepublik
En sovjetrepublik (russisk: Советская республика, tr. Sovetskaja respublika) er en styreform, hvor den samlede statsmagt er placeret hos en sovjet; et arbejderråd. Selvom begrebet oftest er forbundet med styreformen i socialistiske stater, er begrebet ikke oprindeligt knyttet til socialisme, men derimod til beskrivelse af en form for demokrati og repræsentation.

## Demokratiske valg
Arbejderne i en by valgte deres lokale sovjet. Dette organ besad både lovgivende og udøvende magt i byen. Ideen er identisk med Pariserkommunen. De lokale sovjetter valgte delegerede til distriktssovjetten. Distriktssovjetterne valgte provinssovjetten, og provinssovjetterne valgte delegerede til den regionale sovjet. Hver sovjet havde lovgivende-udøvende magt over det område sovjetten regulerer.
Udvælgelses processen, hvor en gruppe af sovjetter valgte sovjetten over dem fortsætter indtil den nationale sovjet, som var det øverste ledelsesorgan i staten. Indtil 1936 blev den nationale sovjet (dengang sovjetkongressen) valgt af distriktssovjetterne. Hver distriktssovjet sendte et antal delegerede til den nationale sovjet, der repræsentere befolkningen. Efter 1936, hvor den sovjetiske forfatning blev ændret, blev den Øverste Sovjet valgt på grundlag af universelle, lige og direkte valgret ved hemmelig afstemning.
Alle store sovjetter (herunder nogle større lokale) valgte et forretningsudvalg. Foretningsudvalget, der var underordnet sovjetten og fungerede som daglig ledelse mellem sovjettens møder. Forretningsudvalget skulle sikre overensstemmelse med den sovjetiske lovgivning, og var underlagt sovjetten. Strukturen var sandsynligvis lånt fra det athenske demokrati.
Fortalere hævder, at denne form for regering er en metode, hvorigennem proletariatets diktatur kan udøves i et land med store befolkningsgrupper. Teoretisk var det Sovjetiske demokrati et repræsentativt demokrati hvor medlemmerne af sovjetterne var tæt på vælgerne eller de lavere sovjetters medlemmer, repræsentanterne kunne således umiddelbart lade vælgernes ønsker få indflydelse på lovgivningen, og være mere lydhøre end et centraliseret parlamentarisk demokrati. I sidste ende var det sovjetiske demokrati baseret på direkte demokrati, især med vælgernes ret til enhver tid at afsætte sovjetternes delegerede.
Øverste Sovjet havde magt til at ændre forfatningen med 2/3 flertal, ændre regeringen, ekspropriere ejendom, og udpege embedsmænd med simpelt stemmeflertal. Den øverste sovjets præsidiums udøvende magt blev uddelegeret til forskellige statsorganer, der administrativt gennemføre beslutningerne.

## Sovjetrepublikker i Sovjetunionen
Antallet af sovjetrepublikker i Sovjetunionen varierede fra 4 til 16. Fra 1956 og til sit ophør i 1991 bestod Sovjetunionen af 15 sovjetrepublikker.
| Emblem | Navn                                             | Flag                     | Hovedstad | Officielle sprog        | Optagelse | Suverænitet / / Uafhængighed       | Befolkning (1989) | Befolkning % | Areal (km²) (1991) | Areal % | Efterfulgt af (inkl. uafhængige områder)                      | Nr. |
| ------ | ------------------------------------------------ | ------------------------ | --------- | ----------------------- | --------- | ---------------------------------- | ----------------- | ------------ | ------------------ | ------- | ------------------------------------------------------------- | --- |
|        | Armenske Socialistiske Sovjetrepublik            | Flag of Armenian SSR     | Jerevan   | Armensk, Russisk        | 1922      | 23. august 1990 21. september 1991 | 3.287.700         | 115          | 29.800             | 013     | Armenien                                                      | 13  |
|        | Aserbajdsjanske Socialistiske Sovjetrepublik     | Flag of Azerbaijan SSR   | Baku      | Aserbajdsjansk, russisk | 1922      | 23. september 1989 30. august 1991 | 7.037.900         | 245          | 86.600             | 039     | Aserbajdsjan · Artsakh                                        | 7   |
|        | Estiske Socialistiske Sovjetrepublik             | Flag of Estonian SSR     | Tallinn   | Estisk, russisk         | 1940      | 16. november 1988 20. august 1991  | 1.565.662         | 055          | 45.226             | 020     | Estonia                                                       | 15  |
|        | Georgiske Socialistiske Sovjetrepublik           | Flag of Georgian SSR     | Tbilisi   | Georgisk, russisk       | 1922      | 18. november 1989 9. april 1991    | 5.400.841         | 188          | 69.700             | 031     | Georgien · Abkhasien · Sydossetien                            | 6   |
|        | Hviderussiske Socialistiske Sovjetrepublik       | Flag of Belarusian SSR   | Minsk     | Hviderussisk, russisk   | 1922      | 27. juli 1990 25. august 1991      | 10.151.806        | 354          | 207.600            | 093     | Hviderusland                                                  | 3   |
|        | Kasakhiske Socialistiske Sovjetrepublik          | Flag of Kazakhstan SSR   | Alma-Ata  | Kasakhisk, russisk      | 1936      | 25. oktober 1990 10. december 1991 | 16.711.900        | 583          | 2.717.300          | 1.224   | Kasakhstan                                                    | 5   |
|        | Kirgisiske Socialistiske Sovjetrepublik          | Flag of Kyrgyzstan SSR   | Frunze    | Kirgisisk, russisk      | 1936      | 15. december 1990 31. august 1991  | 4.257.800         | 148          | 198.500            | 089     | Kirgisistan                                                   | 11  |
|        | Lettiske Socialistiske Sovjetrepublik            | Flag of Latvian SSR      | Riga      | Lettisk, russisk        | 1940      | 28. juli 1989 4. maj 1990          | 2.666.567         | 093          | 64.589             | 029     | Letland                                                       | 10  |
|        | Litauiske Socialistiske Sovjetrepublik           | Flag of Lithuanian SSR   | Vilnius   | Litauisk, russisk       | 1940      | 18. maj 1989 11. marts 1990        | 3.689.779         | 129          | 65.200             | 029     | Litauen                                                       | 8   |
|        | Moldaviske Socialistiske Sovjetrepublik          | Flag of Moldovan SSR     | Kishinev  | Moldavisk, russisk      | 1940      | 23. juni 1990 27. august 1991      | 4.337.600         | 151          | 33.843             | 015     | Moldova · Transnistrien                                       | 9   |
|        | Russiske Socialistiske Føderative Sovjetrepublik | Flag of Russian SFSR     | Moskva    | Russisk                 | 1922      | 12. juni 1990 12. december 1991    | 147.386.000       | 5.140        | 17.075.400         | 7.662   | Rusland                                                       | 1   |
|        | Tadsjikiske Socialistiske Sovjetrepublik         | Flag of Tajikistan SSR   | Dushanbe  | Tadsjikisk, russisk     | 1929      | 24. august 1990 9. september 1991  | 5.112.000         | 178          | 143.100            | 064     | Tadsjikistan                                                  | 12  |
|        | Turkmenske Socialistiske Sovjetrepublik          | Flag of Turkmenistan SSR | Asjkhabad | Turkmensk, russisk      | 1924      | 27. august 1990 27. oktober 1991   | 3.522.700         | 123          | 488.100            | 219     | Turkmenistan                                                  | 14  |
|        | Ukrainske Socialistiske Sovjetrepublik           | Flag of Ukrainian SSR    | Kijev     | Ukrainsk, russisk       | 1922      | 16. juli 1990 24. august 1991      | 51.706.746        | 1.803        | 603.700            | 271     | Ukraine · Folkerepublikken Donetsk · Folkerepublikken Lugansk | 2   |
|        | Usbekiske Socialistiske Sovjetrepublik           | Flag of Uzbekistan SSR   | Tasjkent  | Usbekisk, russisk       | 1924      | 20. juni 1990 31. august 1991      | 19.906.000        | 694          | 447.400            | 201     | Usbekistan                                                    | 4   |

Udvoer disse sovjetrepublikker indgik i Sovjetunionen en række Autonome Socialistiske Sovjetrepublikker

### Ophørte sovjetrepublikker i Sovjetunionen
| Emblem | Navn                                                    | Flag | Hovedstad    | Etnisk befolkning                     | År i unionen | Befolkning       | Arel (km²) | Sovjet efterfølger                             |
| ------ | ------------------------------------------------------- | ---- | ------------ | ------------------------------------- | ------------ | ---------------- | ---------- | ---------------------------------------------- |
|        | Det Bukharanske folks Sovjetrepublik                    |      | Bukhara      | Usbekere, Tadsjikere, Turkmenere      | 1920–1925    | 2.000.000        | 182.193    | Usbekiske SSR Tadsjikiske SSR Turkmenske SSR   |
|        | Karelsk-finske Socialistiske Sovjetrepublik             |      | Petrosavodsk | Karelere, Finner                      | 1940–1956    | 651.300 (1959)   | 172.400    | Russiske SFSR                                  |
|        | Det Khorezmske Folks Socialistiske Sovjetrebublik       |      | Khiva        | Usbekere, Turkmenere                  | 1920–1925    | 800.000          | 62.200     | Turkmenske SSR Usbekiske SSR                   |
|        | Transkaukasiske Socialistiske Føderative Sovjetrepublik |      | Tiflis       | Aserbajdsjanere, Armeniere, Georgiere | 1922–1936    | 5.861.600 (1926) | 186.100    | Armenske SSR Aserbajdsjanske SSR Georgiske SSR |

## Sovjetrepublikker udenfor Sovjetunionen
Sovjetrepublikker har ligeledes været kendt fra flere andre lande, herunder den Kinesiske sovjetrepublik (1931-37), de tyske Alsace Sovjetrepublik (1918) og Bayerns sovjetrepublik (1919), Finlands socialistiske arbejderrepublik (1918) og den irske Limerick Sovjet.
I dag regeres folkerepublikkerne Donetsk og Lugansk af folkevalgte Sovjetter.[kilde mangler]

## Referenter
1. ↑  "How the Soviets Work: Chpt. 5". Arkiveret fra originalen 28. september 2011. Hentet 12. februar 2015.
2. ↑  "1924: HWCLecture14". Arkiveret fra originalen 28. september 2011. Hentet 12. februar 2015.
3. ↑  Forfatning for Unionen af Socialistiske Sovjetrepublikker (1936 forfatningen): Artikel 146. Ændring af forfatningen i USSR kan kun ske ved afgørelse af Den Øverste Sovjet i USSR og skal vedtages med et flertal på mindst 2/3 af stemmerne i hvert af de to kamre, hentet 12. februar 2015, (russisk)
4. ↑  "The Occupation of Latvia at Ministry of Foreign Affairs of the Republic of Latvia". Am.gov. Arkiveret fra originalen 24. november 2011. Hentet 25. juni 2021.
5. ↑  "UNITED NATIONS Human Rights Council Report". Ap.ohchr.org. Hentet 2014-02-18.
6. ↑  "U.S.-Baltic Relations: Celebrating 85 Years of Friendship" (PDF). U.S. Department of State. 14. juni 2007. Arkiveret fra originalen (PDF) 19. august 2012. Hentet 29. juli 2009.
7. ↑  Europaparlamentet: Resolution on the situation in Estonia, Latvia and Lithuania (No C 42/78) (1983). Official Journal of the European Communities. European Parliament.
8. ↑  Aust, Anthony (2005). Handbook of International Law. Cambridge University Press. ISBN 978-0-521-53034-7.
9. ↑  Ziemele, Ineta (2005). State Continuity and Nationality: The Baltic States and Russia. Martinus Nijhoff Publishers. ISBN 90-04-14295-9.

| Politik | Spire Denne artikel om politik og ideologi er en spire som bør udbygges. Du er velkommen til at hjælpe Wikipedia ved at udvide den. |